# Simón Pérez de Moradilla
Simón Pérez de Moradilla (¿Almería?, siglo XVII - Granada, 19 de octubre de 1696) fue un compositor y maestro de capilla español.

## Vida
Lo único que se conoce de Simón Pérez de Moradilla es que era hijo de Gregorio Pérez, maestro de capilla de la Catedral de Almería entre 1647 y 1655, por lo que es de suponer que Simón Pérez nació en Almería y se formaría con su padre en la Catedral, pero no deja de ser una especulación.
Las primeras noticias seguras que se tienen de él son de 1654, cuando Simón Pérez era maestro de capilla de la Capilla Real de Granada, donde permaneció hasta 1669. Posteriormente colaboró a menudo con la Capilla Real, tocando el órgano o el arpa en 1669, 1670 y 1671. También se presentó a las oposiciones para el magisterio de la Capilla Real en 1670 (maestro y organista) y 1673 (solo maestro), quedando primero en ambas ocasiones. La propuesta para el cargo no fue aceptada por el rey que en ambos casos eligió al segundo, respectivamente Antonio Vargas Machuca y Francisco García Montero Solano.
En abril de 1671 Pedro de Soto y Jorquera, maestro de capilla de la Catedral de Almería, partía hacia Jaén, dejando el cargo vacante. El cabildo buscó un sustituto y se puso en contacto con Simón Pérez, para oírle y ofrecerle el cargo con el mismo salario que su predecesor. En diciembre de ese año fue nombrado maestro de capilla de Alicante con un salario de 2500 reales y un cahíz de trigo, con la obligación de tocar el arpa.
En marzo de 1672 se publicaron de nuevo edictos para ocupar el magisterio de la Catedral de Almería, ofreciéndose un salario de 300 ducados, sin que haya noticias de la marcha del maestro Pérez. Curiosamente Pérez fue el ganador de las oposiciones, pero esta vez, además de tocar el arpa, se le obligaba a suplir al organista. En 1674 Pérez vuelve a ser recibido en la Catedral como maestro de capilla, tras la publicación de edictos en 1763. El proceso volvió a repetirse en 1775, cuando se publicaron otra vez los edictos, pero esta vez el maestro Pérez había partido de Almería. Sería sucedido en el cargo por José de Gilabert, maestro de capilla de Antequera.
En 1675 Pérez fue admitido como segundo organista y arpista en la Catedral de Granada. Un año después sería nombrado maestro de seises, cargo que mantuvo hasta septiembre de 1685. Permaneció en la Catedral de Granada hasta su fallecimiento, ocupando el cargo de primer organista de forma interina entre 1689 a 1696.

## Obra
No se conservan composiciones de Simón Pérez de Moradilla.